# Villa Savonarola (Portici)
La Villa Savonarola, già Villa improta, è una storica residenza porticese, annoverata tra le dimore vesuviane del Miglio d’Oro.

## Storia
La villa fu edificata nel 1850 dal comm. Luigi Corsi, fondatore e direttore delle officine di Pietrarsa. Tra i nomi dei proprietari figurano quelli dei Nocerino, Cepollaro ed Improta, una facoltosa famiglia di industriali. Passata nelle mani di Clementina Cafaro, la villa divenne successivamente sede dell'Istituto Biblico Evangelico d'Italia, cui si deve l'odierna denominazione. Acquistata, infine, dall’imprenditore Fiore, fu ceduta al Comune di Portici, divenendo biblioteca comunale.

## Descrizione
La facciata si distingue per un elegante pronao ionico sostenuto da colonne e pilastri rettangolari agli angoli. Le colonne dell'architrave, senza ornamenti, presentano triglifi vicino ai capitelli. Il pronao sostiene la suggestiva terrazza del piano nobile, situata nella parte centrale dell'edificio.
La sezione centrale del piano nobile è adornata da paraste e da un ampio finestrone di stile serliano. Le finestre nelle ali, sia al piano terra che al piano nobile, sono invece ornate da luci sormontate da timpani lineari.
L'ingresso è caratterizzato da un tetto leggermente spiovente, decorato con doccioni/acroteri angolari, richiamando il gusto neoclassico della struttura. Gli interni si distinguono per la loro sobrietà.
Il giardino antistante offre una prospettiva affascinante con accesso attraverso un viale, poiché la struttura non si affaccia direttamente sulla strada. L'ingresso alla villa avviene attraverso un cancello custodito da due guardianie, rendendo l'accesso possibile solo dal corso principale.